# Pogonomys
Pogonomys és un gènere de rosegadors de la subfamília dels murins, format per sis espècies.

## Distribució i hàbitat
Viuen a Nova Guinea i les illes dels voltants, així com a Austràlia. El seu hàbitat són els boscos des del nivell del mar fins a 3000 metres d'alçada.

## Descripció
Aquest gènere està format per espècies de rosegador relativament petites, que tenen una longitud corporal d'entre 9 i 15 centímetres, amb una cua que fa de 13 a 24 centímetres i un pes de fins a 95 grams. El seu pelatge suau i llanós, varia de color entre marró vermellós i gris fosc a la part superior i blanc o gris clar a la part inferior. La cua és llarga i prènsil i te grans escates, que són predominantment de color marró, encara que a l'extrem són de color carn. Les orelles són petites i els ulls són grans.

## Ecologia
Són nocturnes, durant el dia es retiren a les fosses subterrànies. Podeu pujar bé i quedar-se als arbres de vegades. La seva dieta està formada principalment per fulles i brots.

## Taxonomia
El gènere va ser descrit per primer cop per Henri Milne Edwards el 1877. Anys més tard, Tate va incloure Pogonomys, amb Chiruromys com a subgènere, dins de la subfamília dels fleomins (actualment sinònim de murins) juntament amb Chiropodomys, Crateromys, Lenomys, Mallomys i Phloeomys, encara que no tenia una estreta relació amb cap d'ells excepte amb Mallomys. En un estudi cromosòmic i morfomètric més recent fet per Dennis i Menzies, es van separar les espècies de Pogonomys de les de Chiruromys.
El 1981, Musser va situar el gènere dins la divisió Pogonomys. En posteriors estudis, Lecompte et al. el van col·locar dins la tribu dels hidrominis.
Actualment el gènere està format per hi ha cinc espècies:
- Pogonomys championi
- Pogonomys fergussoniensis
- Pogonomys loriae
- Pogonomys macrourus
- Pogonomys sylvestris

Una sisena espècie, oriünda d'Austràlia, apareix en algunes fonts amb el nom de P. mollipilosus, però encara no ha estat descrita formalment.

## Estat de conservació
La UICN, com altres fonts, només inclouen 5 espècies. D'aquestes P. fergussoniensis es considera en perill d'extinció per la seva petita àrea de distribució i la destrucció de l'hàbitat, P. championi no té dades precises, i les altres tres espècies són comunes i no estan en perill.